# Saeed Al-Owairan
Saeed Al-Owairan (còn gọi là Saeed Owairan; tiếng Ả Rập: سعد مشعل الحارثي; sinh 19 tháng 8 năm 1967) là cựu cầu thủ bóng đá người Ả Rập Xê Út. Ông chơi cho đội tuyển Ả Rập Xê Út tại 2 kỳ World Cup 1994 và 1998. Tại World Cup 1994, trong trận gặp Bỉ, ông ghi một bàn thắng mà sau này được xếp thứ 6 trong danh sách Các bàn thắng đẹp nhất trong lịch sử World Cup. Nhờ bàn thắng này, Owairan có biệt danh là Maradona người Ả Rập (do cách ghi bàn thắng này giống với bàn thắng đẹp nhất trong lịch sử World Cup của Maradona ghi tại World Cup 1986). Ông được nhận danh hiệu là Cầu thủ xuất sắc nhất châu Á vào năm 1994.

## Cuộc đời và sự nghiệp
Owairan dành toàn bộ sự nghiệp của mình để thi đấu cho Al-Shabab, một câu lạc bộ Ả Rập có trụ sở tại Riyadh.
Ông đã ra sân 75 trận cho đội tuyển quốc gia Ả Rập Xê Út và ghi được 24 bàn, trong đó có 7 bàn tại vòng loại World Cup 1994. Tại World Cup 1994, trong trận gặp Bỉ, ông đã gây tiếng vang lớn khi ghi một bàn thắng mà sau này được xếp thứ 6 trong danh sách Bàn thắng đẹp nhất thế kỷ (Goal of the Century) của FIFA . Bàn thắng này đã đưa Ả Rập Xê Út vượt qua vòng bảng World Cup, một kỳ tích mà đến này họ vẫn chưa lặp lại được. Sau đó, họ đã thua Thụy Điển 3-1 ở vòng 16 đội.
Sau World Cup, Owairan trở lại Ả Rập. Cùng năm ấy, ông được vinh danh là Cầu thủ xuất sắc nhất châu Á. Bất chấp sự quan tâm của nhiều câu lạc bộ châu Âu, ông không thể rời khỏi đất nước do luật pháp Ả Rập ngăn cản các cầu thủ bóng đá thi đấu ở nước ngoài. Năm 1996, ông bị cảnh sát Ả Rập bắt gặp uống rượu và giao tiếp với phụ nữ trong tháng Ramadan. Owairan bị kết án tù (được cho là khoảng 6 tháng) và bị treo giò một năm.
Mặc dù ông được cùng Ả Rập Xê Út tham dự World Cup 1998 tổ chức tại Pháp nhưng ông chỉ được ra sân 2 trận. Giải năm đó, Ả Rập Xê Út bị loại từ vòng bảng với 1 trận hoà và 2 trận thua.

## Danh hiệu

### Cấp câu lạc bộ
Al-Shabab
- Arab Club Champions Cup: 1992[5], 1999[6]
- Giải bóng đá Ngoại hạng Ả Rập: 1990–91[7], 1991–92[8], 1992–93[9]
- Asian Cup Winners' Cup: 2000–01[10]

### Cấp đội tuyển quốc gia
Ả Rập Xê Út
- Á quân Cúp bóng đá vùng vịnh Ả Rập: 1992[11]
- Á quân King Fahd Cup: 1992[12]
- Á quân Asian Cup: 1992[13]

### Cá nhân
- IFFHS World's Top Goal Scorer of the Year: 1993
- Vua dội bom Giải ngoại hạng Ả Rập (Saudi Premier League): 1991–92[8]